# Gloria Flórez
Gloria Flórez Schneider (Bucaramanga, 9 de enero de 1962) es una socióloga y política colombiana; activista a favor de los desplazados internos. Es la directora de la Asociación Minga, una "Asociación para la Política Social Alternativa". En 1998, ganó el Premio Robert F. Kennedy de Derechos Humanos. Es senadora de la coalición Pacto Histórico y presidenta del partido Colombia Humana.

## Primeros años y estudios
Flórez nació en la ciudad de Bucaramanga el 9 de enero de 1962. Durante su juventud se trasladó a Bogotá donde realizó sus estudios universitarios. Estudió sociología en la Universidad Cooperativa de Colombia y cursó una maestría en Paz, Desarrollo y Ciudadanía en la Corporación Universitaria Minuto de Dios.

## Asociación Minga
Flórez ha sido directora de la Asociación Minga una organización defensora de Derechos Humanos. En 2004, la Asociación Minga abogó en nombre de la población de la región del Catatumbo, 30.000 de los cuales fueron desplazados tras intensos combates. En 2009, Flórez y la Asociación Minga intervinieron para que se investigara las denuncias del narcotraficante Diego Fernando Murillo alias Don Berna, de que había financiado la campaña electoral de 2002 del presidente Álvaro Uribe.

## Trayectoria política
Flórez perteneció al Polo Democrático, más tarde fue parte del Partido Alianza Verde y luego se vinculó a Colombia Humana, se le considera una de las líderes políticas más cercanas al exalcalde de Bogotá Gustavo Petro. Flórez fue designada por Petro secretaria de gobierno de Bogotá entre los años 2014 y 2015.
Flórez fue candidata al congreso en el año 2018 por la Lista de la Decencia.
En marzo de 2022, Flórez fue electa como senadora en la lista del Pacto Histórico donde ocupó la posición 16.
En agosto de 2024 durante la segunda convención nacional del partido Colombia Humana, Flórez fue electa como presidenta de la colectividad con miras a buscar la unidad de los partidos integrantes de la colación electoral Pacto Histórico y afianzarla como un partido único.

## Reconocimientos
En 1998, ganó el Premio Robert F. Kennedy de Derechos Humanos, junto con Berenice Celeita, Jaime Prieto y Mario Calixto.